# Памятник Чингунжаву
Памятник Чингунжаву (монг. Хотгойдын Чингүнжавын хөшөө) — памятник деятелю национально-освободительной борьбы монголов-халхасцев против Цинской империи, Чингунжаву, в столице Монголии Улан-Баторе.

## История создания
Создание памятника Чингунжаву инициировал Фонд Чингунжава, возглавляемый председателем Монгольской народной партии У. Энхтувшином, при поддержке правительства страны. Местом установки памятника Городской совет Улан-Батора определил проспект Чингунжава, недавно переименованный в его честь; автором памятника стал скульптор О. Тэнгисболд. Памятник Чингунжаву был открыт 26 ноября 2012 года в 19-м хороне столичного района Баянгол, и стал очередным в стране памятником Чингунжаву после воздвигнутой двумя годами ранее статуи в Мурэне.

## Описание
Памятник представляет собой бронзовую конную статую Чингунжава на постаменте перед стелой, на которой выгравированы биографические данные о нём на монгольском и английском языках, а также высказывание Чингунжава: «Да пребудут вечно моё государство и мои потомки!» (монг. Төр, үр хоёр минь мөнх оршиг), и находится металлический портретный барельеф.